# Croton coronatus
Espèce
Classification APG III (2009)
Croton coronatus est une espèce de plantes à fleurs du genre Croton et de la famille des Euphorbiaceae, présente à Hispaniola.

## Synonyme
- Croton inaequidens Urb.